# Castanopsis indica
Castanopsis indica oder die Indische Kastanie, ist eine in Südostasien vorkommende Baumart aus der Familie der Buchengewächse (Fagaceae).

## Beschreibung

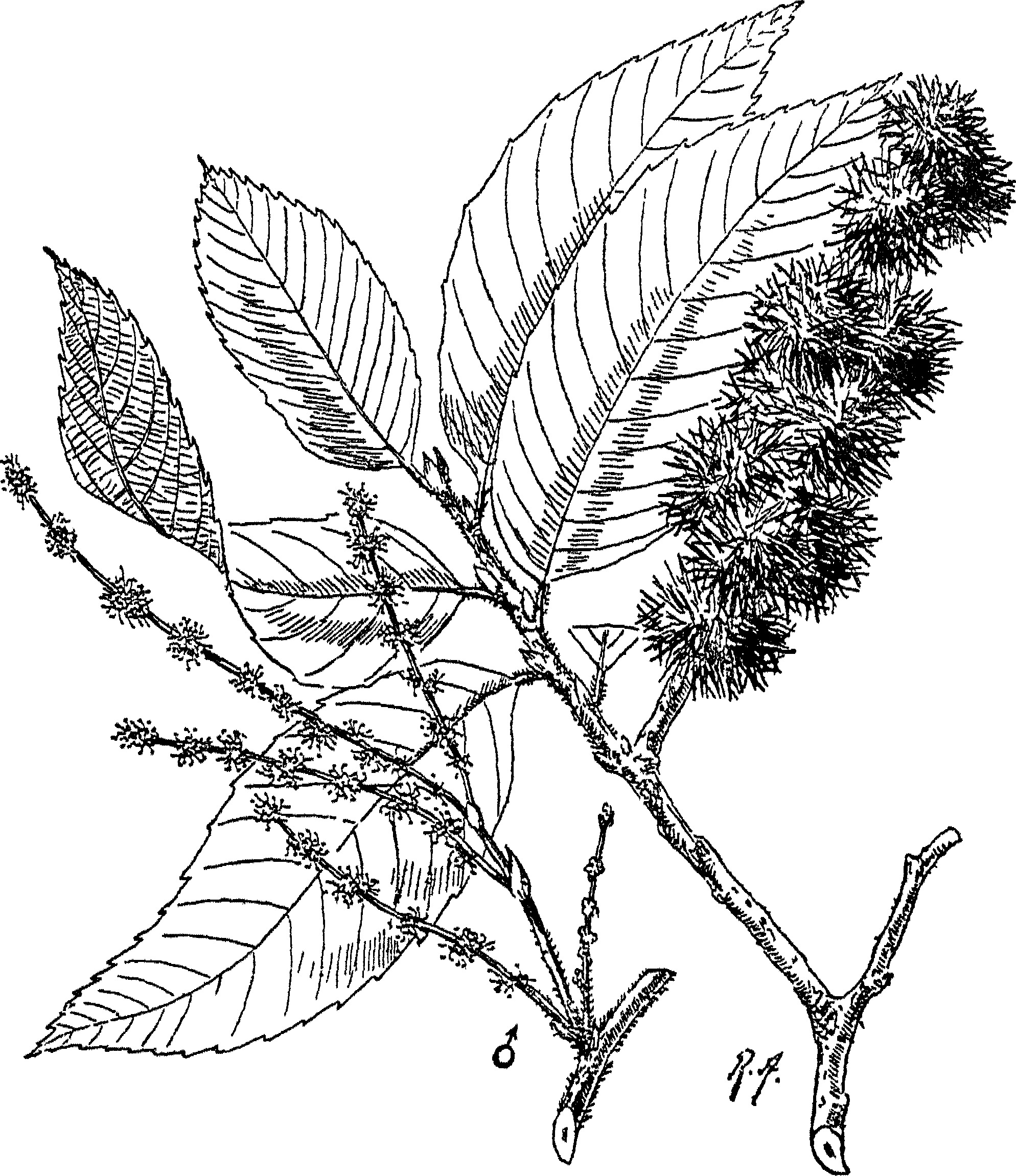
Illustration von Castanopsis indica

Castanopsis indica ist ein immergrüner, bis 30 Meter hoher  Baum. Der Stammdurchmesser erreicht über 80 Zentimeter.
Die einfachen und kurz gestielten, bespitzten bis zugespitzten, leicht ledrigen, kahlen sowie wechselständigen, unterseits helleren Laubblätter sind länglich, elliptisch, eiförmig oder verkehrt-eiförmig. Der Blattrand ist entfernt spitzig gesägt und die Blätter sind unterseits behaart.
Castanopsis indica ist einhäusig monözisch. Die Fruchtbecher (Cupulae) sind mit einfachen Stacheln besetzt. Die Stacheln sind gerade, dichtstehend und verdecken die Oberfläche des Fruchtbechers komplett. Die Fruchtbecher sind inklusive Stacheln höchstens 4 Zentimeter im Durchmesser, meist 2,5 bis 4 Zentimeter. Meist stehen die Fruchtbecher in Gruppen von zwei oder drei.
Die eine, kleine Nuss ist länger als breit und konisch oder eiförmig. Meist sind sie auf eine Längsseite hin gekrümmt.
Blütezeit ist von Februar bis Dezember, meist von Februar bis Mai. Die Fruchtreife erfolgt von Februar bis Dezember, meist von Mai bis Juli. Meist werden gleichzeitig Blüten und Früchte gebildet.
Die Chromosomenzahl beträgt 2n = 24.

## Verbreitung und Standorte
Die Art kommt in Thailand, Indien, Nepal, Myanmar, China, Taiwan, Laos und Vietnam vor. Sie wächst in tieferen Bergwäldern, in laubwerfenden Dipterocarpus-Wäldern, in feuchten höheren laubwerfenden Mischwäldern und in offenem Grasland in rund 500 bis 2000 m Seehöhe.

## Verwendung
Die Samen sind essbar, ähnlich wie Esskastanien.